# Złoty wiek porno

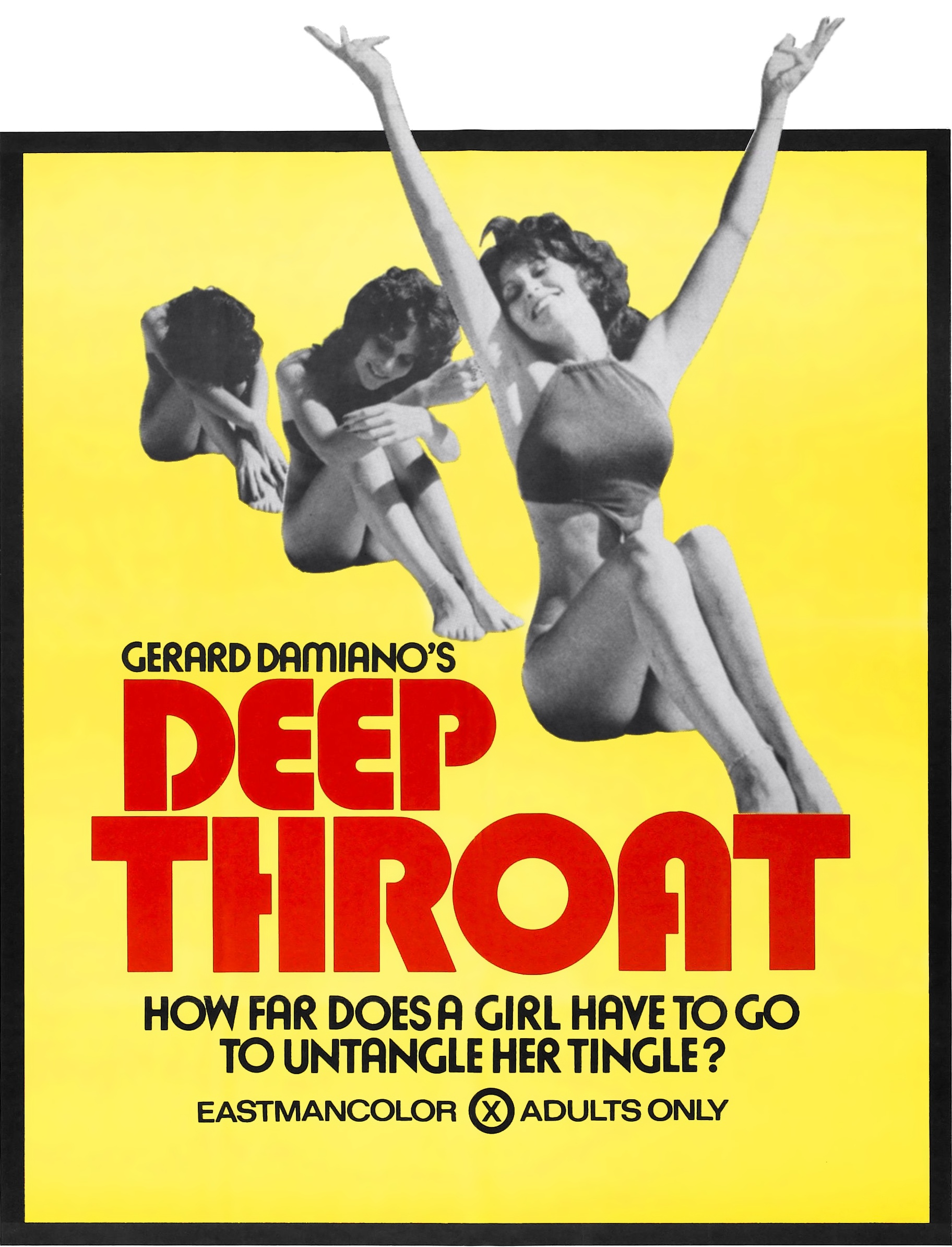
Plakat reklamowy filmu Głębokie gardło, jednego z wielu filmów wyprodukowanych w złotej erze porno

Złoty wiek porno, złota era porno (ang. Golden Age of Porn lub porno chic) – określenie dotyczące 15-letniego okresu (1969–1984) w historii amerykańskiej komercyjnej pornografii, kiedy cieszyła się ona pozytywną uwagą ze strony kin, krytyków filmowych i społeczeństwa głównego nurtu.
Amerykańska złota era porno, której fenomen objął również zasięg międzynarodowy zaczęła się 12 czerwca 1969 roku, wraz z premierą filmu erotycznego Blue Movie w reżyserii Andy'ego Warhola. Był to jeden z pierwszych filmów przedstawiających prawdziwy, nieudawany stosunek płciowy, który powszechnie puszczano w amerykańskich kinach. Złoty wiek pornografii zakończył się w latach 80., kiedy popularność kaset VHS i magnetowidów sprawiła, że filmy pornograficzne na nowo stały się niskobudżetowe, a kasety wyparły kina jako medium dystrybucji.